# フローレンス・フリーマン
フローレンス・フリーマン（Anne Florence "Florrie" Freeman、愛称はフローリー、1836年1月14日 – 1883年8月7日）はアメリカ合衆国生まれの彫刻家である。1861年からローマで活動した。

## 略歴
ボストンで生まれた。有名な彫刻家、ホレーシオ・グリーノウ(Horatio Greenough)の弟であるボストン生まれの彫刻家、リチャード・グリーノウ(Richard Saltonstall Greenough: 1819-1904)に彫刻を学んだ。

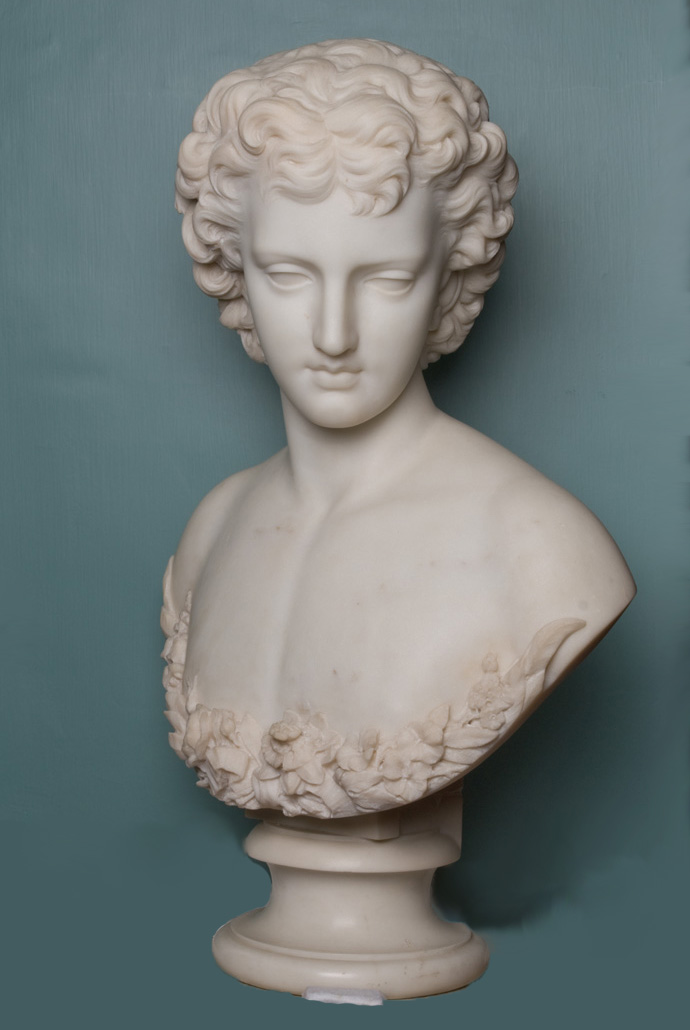
フリーマン作のサンダルフォンの像(1864)

1861年に成功した女優のシャーロット・クッシュマン(Charlotte Cushman:1816-1876)の支援を受けてイタリアに渡り、1840年代からイタリアで活動しているアメリカ出身の彫刻家、ハイラム・パワーズ(Hiram Powers: 1805-1873)に学び、1862年にローマにスタジオを開いた。
クッシュマンの友人の女性彫刻家、ハリエット・ホズマー(1830-1908)や当時ローマで働いていたエマ・ステビンス(1815-1882)、マーガレット・フォーリー (1827–1877)、エドモニア・ルイス(1844-1907)、アン・ホイットニー(1821–1915)といったアメリカ人女性彫刻家やジョン・ローリン・ティルトンといった画家と友人であった。
ダンテのレリーフや、サンダルフォンの胸像などを制作し、1876年のフィラデルフィア万国博覧会の展覧会にも作品を出展した。サンダルフォンの胸像は詩人のヘンリー・ワズワース・ロングフェローが購入し、マサチューセッツ州ケンブリッジの「Longfellow House–Washington's Headquarters National Historic Site」に収蔵された.。
1883年にローマで肺炎で47歳で亡くなり、ローマのプロテスタントのための墓地に葬られた。